# Giejsz
Giejsz (Geisz, Gieysz) – polski herb szlachecki.

## Opis herbu
Opis zgodnie z klasycznymi regułami blazonowania:
Tarcza dzielona w słup. W polu prawym, czerwonym skrzydło orle czarne w lewo. W polu lewym, srebrnym krzyż kawalerski uszczerbiony z prawej. 
Klejnot: Trzy pióra strusie. 
Labry: Czerwone, podbite srebrem.
Taką wersję zamieszcza Tadeusz Gajl, w oparciu m.in. o Ostrowskiego.
Kasper Niesiecki podaje oba pola czerwone.

## Najwcześniejsze wzmianki
Kacper Niesiecki w Herbarzu Polskim pisze:

Tym herbem pieczętują się te domy, które od Godygolda Grzegorza, starosty Podolskiego, swoje procedencya mają, posłował on imieniem Jagiełła Króla na koncylium Konstancyenskie 1416.; bo się i podziś dzień z Godygold piszą. Małachowski w Zbiorze nazwisk Szlacheckich pisze iż herb ten od Kazimierza Sprawiedliwego roku 1180 Gieyszowi nadany.

## Herbowni
Najpełniejszą listę herbownych stworzył Tadeusz Gajl w Herbarzu polskim od średniowiecza do XX wieku z 2007 roku. Lista zawiera 37 nazwisk. Została nieco poszerzona w elektronicznej wyszukiwarce, opartej na tym herbarzu (patrz niżej):
Aleszewicz, Budrewicz, Drogiejko, Dziad, Dzid, Dzida, Dziel, Eliaszewicz, Fladrzyński, Fledrzyński, Gedygold, Gejsztoft, Gibasiewicz, Gibaszewicz, Giedygołd, Giejsz, Giejsztowt, Gierulski, Giesztowt, Gieysz, Herulski, Iliaszewicz, Iliszewicz, Iljaszewicz, Lenartowicz, Narwojn, Narwoyn, Norwojń, Orwid, Orwidowicz, Orwiel, Orwit, Orwitowicz, Szurowski, Tyc, Tyt, Tytow.